# Бауман, Иоганн Генрих
Иоганн Генрих Бауман (латыш. Johans Heinrihs Baumanis; 9 февраля 1753 — 29 июля 1832) — балтийский немецкий художник, который преимущественно жил и работал на территории современной Латвии.

## Ранние годы и образование
Иоганн Генрих Бауман родился в Елгаве (нем. Mitau) в немецкоязычной семье. Был сыном пастора и генерального суперинтенданта Митау Йоахима Баумана.

## Университет
Бауман поступив в Эрфуртский университет для изучения теологии (1773–1776).
Однако в Эрфурте он занялся живописью под влиянием Якоба Сэмюэля Бека (1715–1778), выдающегося местного художника, который специализировался на портретах животных в господствующем в то время стиле барокко. После обучения Бауман вернулся на свою балтийскую родину, Курляндию, но с этого момента продолжил карьеру художника, а не священника.

## Путешествия
Будучи упорным охотником, Бауман в охотничьих походах объездил нынешнюю Литву, Россию и Белоруссию. Также писал анекдотические, причудливые рассказы о своих охотничьих приключениях, за которые его прозвали «курляндским Мюнхгаузеном».
Его интерес к природе также полностью доминировал в его творчестве, которое является необычным сочетанием мастерства и профессионализма, смешанного с наивностью и неаккуратностью. Почти все его известные картины изображают животных, сцены охоты или родственные сюжеты.
Стиль Баумана, пожалуй, лучше охарактеризовать как провинциальную форму барокко, в определённой степени вдохновленную подобными мотивами золотого века голландской живописи, выполненную очень особым способом. Хотя Бауман так и не стал признанным великим художником в императорской России, он всё же был признан специальным упоминанием Императорской Академии художеств в 1786 году. Считается, что Бауман написал более 1700 картин, однако сегодня ему с уверенностью приписывают только 43 сохранившиеся картины.

## Драматургия
Бауман также был одним из первых авторов на территории современной Латвии, кто написал пьесы для сцены на латышском языке.